# Canadian Open 2022
Il Canadian Open 2022, anche noto come National Bank Open presented by Rogers 2022 per motivi di sponsorizzazione, è stato un torneo di tennis giocato sul cemento. È stata la 131ª edizione del torneo maschile facente parte della categoria ATP Tour Masters 1000 nell'ambito dell'ATP Tour 2022, e la 120ª di quello femminile relativa alla categoria WTA Tour 1000 nell'ambito del WTA Tour 2021. Il torneo maschile si è giocato all'IGA Stadium di Montréal, quello femminile al Sobeys Stadium di Toronto, entrambi dall'8 al 14 agosto 2022.

## Partecipanti ATP

### Teste di serie
| Nazionalità | Giocatore             | Ranking* | Testa di serie |
| ----------- | --------------------- | -------- | -------------- |
|             | Daniil Medvedev       | 1        | 1              |
| Spagna      | Carlos Alcaraz        | 4        | 2              |
| Grecia      | Stefanos Tsitsipas    | 5        | 3              |
| Norvegia    | Casper Ruud           | 7        | 4              |
|             | Andrej Rublëv         | 8        | 5              |
| Canada      | Félix Auger-Aliassime | 9        | 6              |
| Italia      | Jannik Sinner         | 10       | 7              |
| Polonia     | Hubert Hurkacz        | 11       | 8              |
| Regno Unito | Cameron Norrie        | 12       | 9              |
| Stati Uniti | Taylor Fritz          | 13       | 10             |
| Italia      | Matteo Berrettini     | 14       | 11             |
| Argentina   | Diego Schwartzman     | 15       | 12             |
| Croazia     | Marin Čilić           | 16       | 13             |
| Stati Uniti | Reilly Opelka         | 17       | 14             |
| Spagna      | Roberto Bautista Agut | 18       | 15             |
| Bulgaria    | Grigor Dimitrov       | 19       | 16             |
| Francia     | Gaël Monfils          | 20       | 17             |

* Ranking al 1º agosto 2022.

### Altri partecipanti
I seguenti giocatori hanno ricevuto una wildcard per il tabellone principale:
- Alexis Galarneau
- David Goffin
- Andy Murray
- Vasek Pospisil

I seguenti giocatori sono entrati nel tabellone con il ranking protetto:
- Borna Ćorić
- Stan Wawrinka

Il seguente giocatore è entrato nel tabellone grazie allo special exempt:
- Yoshihito Nishioka

Il seguente giocatore è entrato nel tabellone come alternate:
- Pedro Martínez

I seguenti giocatori sono passati dalle qualificazioni:

- Marcos Giron
- Fabio Fognini
- Benoît Paire
- Hugo Gaston
- Adrian Mannarino
- Arthur Rinderknech
- Jack Draper

### Ritiri
Prima del torneo
- Nikoloz Basilašvili → sostituito da  Alex Molčan
- Novak Đoković → sostituito da  Benjamin Bonzi
- John Isner → sostituito da  Brandon Nakashima
- Rafael Nadal → sostituito da  Mackenzie McDonald
- Reilly Opelka → sostituito da  Pedro Martínez
- Oscar Otte → sostituito da  Nick Kyrgios
- Alexander Zverev → sostituito da  Emil Ruusuvuori

## Partecipanti ATP doppio

### Teste di serie
| Nazione     | Giocatore            | Nazione         | Giocatore         | Ranking* | Testa di serie |
| ----------- | -------------------- | --------------- | ----------------- | -------- | -------------- |
| Stati Uniti | Rajeev Ram           | Regno Unito     | Joe Salisbury     | 3        | 1              |
| Spagna      | Marcel Granollers    | Argentina       | Horacio Zeballos  | 7        | 2              |
| Paesi Bassi | Regno Unito          | Wesley Koolhof  | Neal Skupski      | 11       | 3              |
| El Salvador | Paesi Bassi          | Marcelo Arévalo | Jean-Julien Rojer | 17       | 4              |
| Croazia     | Nikola Mektić        | Croazia         | Mate Pavić        | 19       | 5              |
| Germania    | Tim Pütz             | Nuova Zelanda   | Michael Venus     | 21       | 6              |
| Croazia     | Ivan Dodig           | Stati Uniti     | Austin Krajicek   | 35       | 7              |
| Colombia    | Juan Sebastián Cabal | Colombia        | Robert Farah      | 40       | 8              |

### Altri partecipanti
Le seguenti coppie hanno ricevuto una wildcard per il tabellone principale:
- Liam Draxl /  Cleeve Harper
- Vasek Pospisil /  Jannik Sinner
- Marko Stakusic /  Jaden Weekes

Le seguenti coppie sono entrate nel tabellone principal con il ranking protetto:
- Łukasz Kubot /  Stan Wawrinka
- Nicolas Mahut /  Édouard Roger-Vasselin

### Ritiri
Prima del torneo
- Hubert Hurkacz /  John Isner → sostituiti da  Hubert Hurkacz /  Jan Zieliński

## Partecipanti WTA

### Teste di serie
| Nazionalità | Giocatore         | Ranking* | Testa di serie |
| ----------- | ----------------- | -------- | -------------- |
| Polonia     | Iga Świątek       | 1        | 1              |
| Estonia     | Anett Kontaveit   | 2        | 2              |
| Grecia      | Maria Sakkarī     | 3        | 3              |
| Spagna      | Paula Badosa      | 4        | 4              |
| Tunisia     | Ons Jabeur        | 5        | 5              |
|             | Aryna Sabalenka   | 6        | 6              |
| Stati Uniti | Jessica Pegula    | 7        | 7              |
| Spagna      | Garbiñe Muguruza  | 8        | 8              |
| Regno Unito | Emma Raducanu     | 10       | 9              |
| Stati Uniti | Cori Gauff        | 11       | 10             |
|             | Dar'ja Kasatkina  | 12       | 11             |
| Svizzera    | Belinda Bencic    | 13       | 12             |
| Canada      | Leylah Fernandez  | 14       | 13             |
| Rep. Ceca   | Karolína Plíšková | 15       | 14             |
| Romania     | Simona Halep      | 16       | 15             |
| Lettonia    | Jeļena Ostapenko  | 17       | 16             |

* Ranking al 1º agosto 2022.

### Altre partecipanti
Le seguenti giocatrici hanno ricevuto una wildcard per il tabellone principale:
- Rebecca Marino
- Katherine Sebov
- Venus Williams
- Carol Zhao

Le seguenti giocatrici sono passate dalle qualificazioni:

- Marie Bouzková
- Cristina Bucșa
- Storm Sanders
- Madison Brengle
- Claire Liu
- Asia Muhammad
- Ajla Tomljanović
- Tereza Martincová

Le seguenti giocatrici sono entrate in tabellone come lucky loser:
- Nuria Parrizas-Diaz
- Donna Vekić

Le seguenti giocatrici sono entrate nel tabellone con il ranking protetto:
- Sofia Kenin
- Serena Williams

### Ritiri
Prima del torneo
- Ekaterina Aleksandrova → sostituita da  Zheng Qinwen
- Viktoryja Azaranka → sostituita da   Nuria Párrizas Díaz
- Sorana Cîrstea → sostituita da   Bianca Andreescu
- Danielle Collins → sostituita da  Donna Vekić
- Aljaksandra Sasnovič → sostituita da  Caroline Garcia
- Alison Van Uytvanck → sostituita da   Sloane Stephens

Durante il torneo
- Paula Badosa
- Ons Jabeur
- Naomi Ōsaka

## Partecipanti WTA doppio

### Teste di serie
| Nazione     | Giocatore            | Nazione     | Giocatore          | Ranking | Testa di serie |
| ----------- | -------------------- | ----------- | ------------------ | ------- | -------------- |
|             | Veronika Kudermetova | Belgio      | Elise Mertens      | 6       | 1              |
| Canada      | Gabriela Dabrowski   | Messico     | Giuliana Olmos     | 17      | 2              |
| Stati Uniti | Cori Gauff           | Stati Uniti | Jessica Pegula     | 18      | 3              |
| Australia   | Storm Sanders        | Cina        | Zhang Shuai        | 22      | 4              |
| Stati Uniti | Desirae Krawczyk     | Paesi Bassi | Demi Schuurs       | 28      | 5              |
| Ucraina     | Ljudmyla Kičenok     | Lettonia    | Jeļena Ostapenko   | 30      | 6              |
| Brasile     | Beatriz Haddad Maia  | Rep. Ceca   | Barbora Krejčíková | 32      | 7              |
| Cile        | Alexa Guarachi       | Slovenia    | Andreja Klepač     | 43      | 8              |

Ranking al 1º agosto 2022.

### Altre partecipanti
Le seguenti coppie hanno ricevuto una wildcard per il tabellone principale:
- Bianca Fernandez /  Leylah Fernandez
- Rebecca Marino /  Carol Zhao
- Kayla Cross /  Victoria Mboko

### Ritiri
Prima del torneo
- Monica Niculescu /  Elena-Gabriela Ruse → sostituite da  Vivian Heisen /  Monica Niculescu

## Campioni

### Singolare maschile
Pablo Carreño Busta ha sconfitto in finale  Hubert Hurkacz con il punteggio di 3–6, 6–3, 6–3.
- È il settimo titolo in carriera per Carreño Busta, il primo della stagione e il primo Master 1000.

### Singolare femminile
Simona Halep ha sconfitto in finale  Beatriz Haddad Maia con il punteggio di 6–3, 2–6, 6–3.
• Per la Halep si tratta del ventiquattresimo titolo in carriera, il secondo in stagione e il terzo WTA 1000 in Canada.

### Doppio maschile
Wesley Koolhof /  Neal Skupski hanno sconfitto in finale  Daniel Evans /  John Peers con il punteggio di 6–2, 4–6, [10–6].

### Doppio femminile
Cori Gauff /  Jessica Pegula hanno sconfitto in finale  Nicole Melichar-Martinez /  Ellen Perez con il punteggio di 6-4, 6(5)–7, [10–5].